# 揚一世 (荷蘭伯爵)
揚一世（荷蘭語：Jan I van Holland，1284年—1299年11月10日），荷蘭伯爵，弗洛里斯五世之子，1296年至1299年在位。

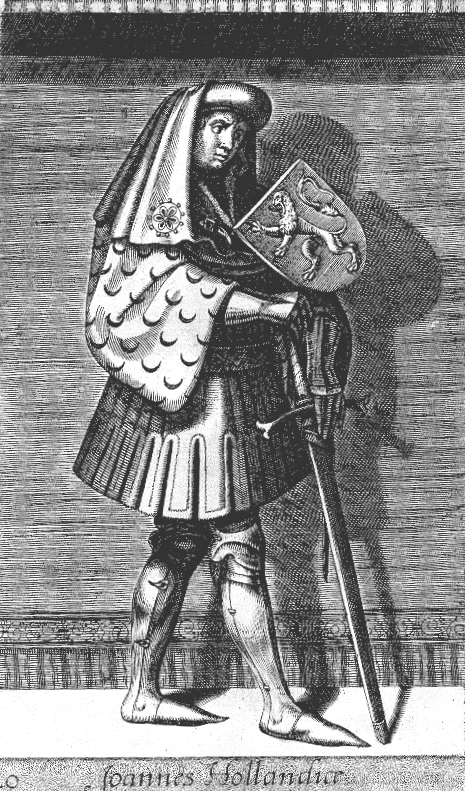

其父親於1296年去世後，揚一世繼位並由揚三世·范·雷內斯（Jan III van Renesse）攝政。1297年揚一世與英格蘭公主廬德蘭的伊莉莎白結婚，兩人沒有子女。1299年揚一世因痢疾去世，格魯爾芬根家族絕嗣。他的父親的表兄，埃諾的若望一世，成為下一任荷蘭伯爵。